# Samsung Galaxy S22
Samsung Galaxy S22（サムスン ギャラクシー エストゥエンティツー）は、サムスン電子がGalaxy Sシリーズとして設計・開発・製造・販売するAndroid搭載スマートフォンのシリーズである。Galaxy S21シリーズとGalaxy Note 20シリーズの後継機となる。

## 沿革
日本時間2022年2月10日に開催されたサムスンのイベント「Galaxy Unpacked」で発表され、同年4月21日に発売された。 国内版は、2022年4月7日にドコモとauがS22とS22 Ultraの予約を開始し、4月21日に発売した。

## 3モデルのラインアップ
S22シリーズは3つのモデルで構成される。S22は、6.1インチ（155mm）の画面を持つ、シリーズでは最も安価な機種。S22+は、より大きな寸法で同様のハードウェアを持ち、6.6インチ（168mm）の画面、より高速な充電、より大きなバッテリー容量が特徴。S22 Ultraは、6.8インチ（173mm）の画面と最も高いバッテリー容量を持ち、S22やS22 +に比べてより高度なカメラ設定と高解像度のディスプレイ、および後述するSペンを搭載している。

## デザイン
| Galaxy S22 | Galaxy S22          | Galaxy S22+ | Galaxy S22+         | Galaxy S22 Ultra | Galaxy S22 Ultra    |
| 色         | 名前                | 色          | 名前                | 色               | 名前                |
|            | ファントム ホワイト |             | ファントム ホワイト |                  | ファントム ホワイト |
|            | ファントム ブラック |             | ファントム ブラック |                  | ファントム ブラック |
|            | グリーン            |             | グリーン            |                  | グリーン            |
|            | ピンク ゴールド     |             | ピンク ゴールド     |                  | バーガンディ        |
|            | グラファイト        |             | グラファイト        |                  | グラファイト        |
|            | スカイブルー        |             | スカイブルー        |                  | スカイブルー        |
|            | クリーム            |             | クリーム            |                  | レッド              |
|            | バイオレット        |             | バイオレット        |                  |                     |

上記の表はS22シリーズのカラーバリエーションである。太字のものは日本で発売されているタイプとカラーバリエーションである。

S22シリーズは従来のSシリーズと同様のデザインで、Infinity-Oディスプレイを採用し、上部中央にはフロントセルフィーカメラ用の円形の切り欠きが入っている。背面パネルは3機種ともGorilla Glass Victus+を採用しており、プラスチック製だった前モデルのS21シリーズとは異なる。S22とS22+の背面カメラアレイは、金属製の周囲がボディと一体化しているが、S22 Ultraはカメラエレメントごとに独立したレンズの突起がある。

## 仕様

### ハードウェア

#### CPU (SoC)
S22シリーズは、さまざまなハードウェア仕様の3モデルで構成されている。S22の海外モデルはExynos 2200を、米国、オーストラリア、カナダ、中国、日本、インド、東南アジアのモデルはQualcomm Snapdragon 8 Gen 1を採用している。

#### ディスプレイ
S22シリーズは、HDR10+をサポートする「ダイナミックAMOLED 2X」ディスプレイと、「ダイナミックトーンマッピング（dynamic tone mapping）」テクノロジーを備える。また、すべてのモデルに第2世代の超音波式画面内指紋センサーを採用している。
| Model     | 画面サイズ      | 解像度    | 最大リフレッシュレート | 可変リフレッシュレート | 形状       |
| --------- | --------------- | --------- | ---------------------- | ---------------------- | ---------- |
| S22       | 6.1 in (155 mm) | 2340×1080 | 120 Hz                 | 10 Hz to 120 Hz        | 平らな画面 |
| S22+      | 6.6 in (168 mm) | 2340×1080 | 120 Hz                 | 10 Hz to 120 Hz        | 平らな画面 |
| S22 Ultra | 6.8 in (173 mm) | 3088×1440 | 120 Hz                 | 1 Hz to 120 Hz         | 側面カーブ |

#### ストレージ
| Models    | Galaxy S22   | Galaxy S22   | Galaxy S22+  | Galaxy S22+  | Galaxy S22 Ultra | Galaxy S22 Ultra |
| --------- | ------------ | ------------ | ------------ | ------------ | ---------------- | ---------------- |
|           | RAM容量 (GB) | ROM容量 (GB) | RAM容量 (GB) | ROM容量 (GB) | RAM容量 (GB)     | ROM容量 (GB)     |
| Variant 1 | 8GB          | 128GB        | 8GB          | 128GB        | 8GB              | 128GB            |
| Variant 2 | 8GB          | 256GB        | 8GB          | 256GB        | 12GB             | 256GB            |
| Variant 3 | -            | -            | -            | -            | 12GB             | 512GB            |
| Variant 4 | -            | -            | -            | -            | 12GB             | 1TB              |

S22とS22+は、8GBのRAMを搭載し、内部ストレージは128GBと256GBの2種類がある。S22 Ultraには、12GBのRAMを搭載し、内部ストレージは256 GB、512 GB、1TBの3種類がある。3モデルとも、microSDカードスロットは搭載していない。

#### バッテリー容量
S22、S22+、S22 Ultraには、それぞれ取り外し不可能な3700mAh、4500mAh、5000mAhのLi-Poバッテリーが搭載されている。S22は最大25WのUSB-C経由の有線充電（USB Power Delivery使用）をサポートし、SS22+とS22 Ultraは45Wの高速充電に対応している。3機種とも、最大15WのQi誘導充電に対応している。また、「Wireless PowerShare」というブランド名で、S22のバッテリー電源から最大4.5Wで他のQi互換デバイスを充電する機能もある。

#### コネクティビティ
3機種とも5G SA/NSAネットワークに対応している。S22はWi-Fi 6とBluetooth 5.2、S22+とS22 UltraはWi-Fi 6EとBluetooth 5.2をサポートする。S22+とS22 UltraはNFCに似た近距離通信を行うUltra Wideband（UWB）もサポートしている。サムスンはこの技術を新機能「SmartThings Find」や「Samsung Galaxy SmartTag+」に使用している。

#### カメラ
| モデル                      | モデル | Galaxy S22 & S22+                                         | Galaxy S22 Ultra                                          |
| --------------------------- | ------ | --------------------------------------------------------- | --------------------------------------------------------- |
| Wide（広角）                | Specs  | 50 MP, f/1.8, 24mm, 1/1.56", Dual Pixel PDAF, OIS         | 108 MP, f/1.8, 24mm, 1/1.33", PDAF, Laser AF, OIS         |
| Wide（広角）                | Model  | Samsung S5KGN5                                            | Samsung S5KHM3                                            |
| Ultrawide（超広角）         | Specs  | 12 MP, f/2.2, 13mm, 1/2.55", Dual Pixel PDAF on S22 Ultra | 12 MP, f/2.2, 13mm, 1/2.55", Dual Pixel PDAF on S22 Ultra |
| Ultrawide（超広角）         | Model  | Sony IMX563                                               | Sony IMX563                                               |
| Telephoto（望遠）           | Specs  | 10 MP, f/2.4, 70mm, 1/3.94", PDAF, OIS                    | 10 MP, f/2.4, 70mm, 1/3.52", Dual Pixel PDAF, OIS         |
| Telephoto（望遠）           | Model  | Samsung S5K3K1                                            | Sony IMX754                                               |
| Periscope Telephoto（望遠） | Specs  | -                                                         | 10 MP, f/4.9, 240mm, 1/3.52", Dual Pixel PDAF, OIS        |
| Periscope Telephoto（望遠） | Model  | -                                                         | Sony IMX754                                               |
| Front                       | Specs  | 10 MP, f/2.2, 26mm, 1/3.24", PDAF                         | 40 MP, f/2.2, 26mm, 1/2.8", PDAF                          |
| Front                       | Model  | Sony IMX374                                               | Samsung S5KGH1                                            |

S22とS22+は、50MPワイドセンサー、10MP望遠センサー（光学3倍ズーム）、12MPウルトラワイドセンサーを搭載している。S22 Ultraは、前モデルの108MPセンサーを踏襲し、12bit HDRを搭載している。また、3倍および10倍の光学ズームを備えた2つの10MP望遠センサーと、12MP超広角センサーを搭載している。前面カメラには、S22とS22+で10MPセンサーが、S22 Ultraで40MPセンサーが採用されている。
Galaxy S22シリーズは、HDR10+ビデオの撮影が可能で、 HEIFをサポートしている。

##### サポートされているビデオモード
S22シリーズは、以下のビデオモードに対応している。
- 8K@24fps (S22 Ultraでは最大30fpsの可能性あり)
- 4K@30/60fps
- 1080p@30/60/240fps
- 720p@960fps（S22 Ultraでは480fpsが960fpsに内挿補間される）

高解像度の映像から抽出した静止画は、単体で写真として機能する。

#### Sペン
S22 Ultraは、Sシリーズの携帯電話として初めて、Noteシリーズの特徴であるSペンを内蔵している。Sペンは、Note 20の26ms、Note 20 UltraとS21 Ultraの9msから短縮された2.8msと待ち時間が改善され、「AIによるコーディネート予測システム」を獲得している。また、SペンはAirジェスチャーとAir Actionシステムに対応する。

### ソフトウェア
S22は、Android 12 とGoogle mobile servicesを搭載し、SamsungのOne UIソフトウェアが搭載されている。これらはすべて、強化されたデバイスのセキュリティのためのSamsung Knoxを使用しており、企業で使用するための別のバージョンが存在する。